# Efecte Cupertino

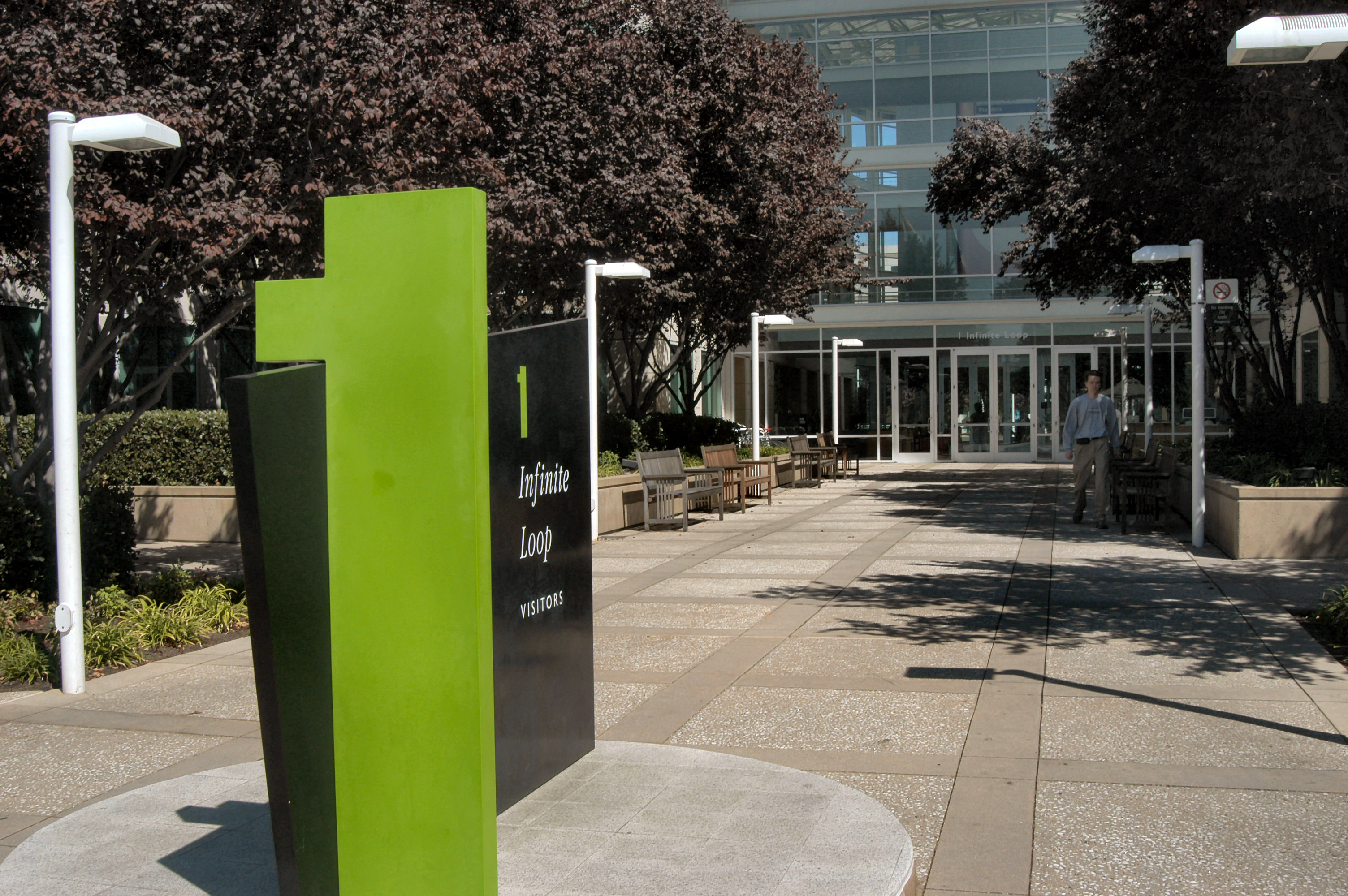
Seu d'Apple a Cupertino

L' efecte Cupertino es produeix quan un corrector ortogràfic substitueix erròniament paraules ortogràfiques que no es troben al seu diccionari
Aquest terme fa referència a la paraula anglesa "cooperation" (col·laboració) que sovint era canviada per "cupertino" pels correctors ortogràfics antics amb diccionaris que contenien només la variant guionitzada, "co-operation". Cupertino és una ciutat de Califòrnia i el seu nom s'utilitza sovint com a metònim d'Apple Inc., ja que la seu corporativa de la firma es troba a aquesta ciutat.
"Cupertino" es troba als diccionaris utilitzats per Microsoft Word des de com a mínim el 1989. La manca de vigilància en l'edició de correccions posteriors a correccions pot provocar fins i tot documents oficials que continguin frases com ara "South Asian Association for Regional Cupertino" and "presentation on African-German Cupertino")“Associació d'Àsia del Sud per a Cupertino Regional” i “presentació sobre Cupertino Africà-Alemany”).
Benjamin Zimmer de Thinkmap, Inc. i la Universitat de Pennsilvània han recollit molts exemples d'errors semblants, incloent-hi la substitució genèrica de “ definately ” -mal tecleig de definitely (“definitivament”) per "defiantly" (“desafiant”,) “ DeMeco Ryans ” per “ Demerol ” (a The New York Times), " Voldemort " amb " Voltmeter " (Denver Post), i el "Muttahida Qaumi Movement" sent substituït per "Muttonhead Quail Movement" (Reuters).
L'usuari no sempre ha de seleccionar una paraula incorrecta perquè aparegui corregida al document. En el WordPerfect 9 amb configuració predeterminada de fàbrica, qualsevol paraula no reconeguda que fos prou propera a una paraula coneguda era substituïa automàticament per aquesta paraula. Les versions Actuals de Microsoft Word es configuren per a "auto-corregir" les paraules mal escrites "sense dir res" segons els tipus d'usuari. Els telèfons intel·ligents amb teclats virtuals compatibles amb el diccionari substitueixen automàticament els possibles errors amb les paraules del diccionari. (Cal tenir en compte que l'usuari pot desactivar la correcció automàtica.)